# Курыкин, Валерий Алексеевич
Вале́рий Алексе́евич Куры́кин (род. 4 мая 1944 года, Москва, СССР) — советский и российский кинорежиссёр и сценарист.

## Биография
Валерий Курыкин родился 4 мая 1944 года в Москве. В 1978 году окончил режиссёрский факультет (мастерская документального фильма Р. Кармена).
В 1966—67 годах работал на учебной студии ВГИКа; в 1967—68 гг. Валерий Алексеевич был ассистентом оператора на киностудии «Фильмэкспорт». В 1968—72 годах работал оператором в компании «Информэнерго». В дальнейшем, с 1978 года, стал режиссёром киностудии «Мосфильм».

## Фильмография

### Режиссёр
- 1983 — Аукцион
- 1987 — Шантажист
- 1990 — Место убийцы вакантно…
- 1991 — Московская любовь

### Сценарист
- 1990 — Место убийцы вакантно…